# Гомельский радиозавод
Го́мельский радиозаво́д (ОАО «Гомельский радиозавод») — одно из крупных предприятий города Гомеля и одно из основных предприятий радиотехнической промышленности Белоруссии.

## Расположение
Завод находится в Советском районе г. Гомеля, на его западной окраине, в лесном массиве, рядом с Гомельским химическим заводом (ул. Объездная, 9).

## История
Гомельский радиозавод им. 60-летия СССР был основан в 1969 году.
До распада СССР завод выпускал продукцию исключительно для нужд обороны.
В настоящее время основными видами деятельности являются капитальный ремонт и модернизация спецтехники, выпуск промышленного и строительного оборудования, сельхозтехники, ТНП. Есть широкие технологические возможности для выпуска нестандартного крупногабаритного оборудования и металлоконструкций.
12 мая 2023 года Украина ввела санкции против завода. В августе того же года к санкциям присоединилась Великобритания.

## Выпускаемая продукция
- Передвижные дождевальные машины,
- Круговые дождевальные машины,
- ботвоудалители,
- транспортеры для уборки овощей,
- прицепы тракторные,
- стенды для обкатки двигателей внутреннего сгорания
- водоочистное оборудование,
- электроплитки,
- бытовые светильники,
- мебель,
- фурнитура